# 申學庸
申學庸（1929年10月5日—），臺灣聲樂家。旅行演唱遍及歐洲、美國、日本暨羅馬等六大音樂名城，蜚聲國際。在演唱事業巔峰之際，毅然回臺投入全新的音樂教育領域。多次參與世界音樂教育會議及考察，為音樂外交貢獻實多。獲頒國家「特別貢獻獎」殊榮及香港「音樂大師獎」。

## 生平
申學庸出生於四川省江安县。曾就讀重慶師範學院，中国抗日战争結束後，進入四川省立藝術專科學校音樂科，主修聲樂至畢業。1950年，她與夫婿郭錚隨中華民國政府遷台，同年生下郭英聲。抵達台灣後，她開始任教於師大附中。
赴日本東京上野國立藝術大學音樂學院專攻聲樂；並曾在義大利羅沙堤音樂院以及美國阿斯本音樂學校研究音樂和歌劇。精研《蝴蝶夫人》、《杜蘭朵》、《波西米亞人》。
- 1957年，創辦臺灣藝專音樂科（今國立台灣藝術大學音樂學系）。
- 1969年，再創辦中國文化學院專科部國樂組（今文化大學中國音樂學系、西洋音樂學系前身）。
- 1971年，籌組台南家專音樂科（今台南科技大學音樂系）。
- 1988年，雲門舞集文教基金會成立，被獲聘為董事。
- 1992年，成立中華民國聲樂家協會，被推為首任理事長。
- 1993年－1994年，擔任中華民國文建會主委[2]。
- 2000年－，雲門舞集文教基金會首任董事長徐佳士教授卸任，申學庸教授接任至今。
- 2009年，獲中華民國總統府聘為無給職國策顧問。

## 外部連結
- 臺灣音樂群像 申學庸 （页面存档备份，存于）
- 【照片】 申學庸演唱會留影  （页面存档备份，存于）

| 官衔          | 官衔                                                              | 官衔          |
| ------------- | ----------------------------------------------------------------- | ------------- |
| 行政院        |                                                                   |               |
| 前任： 郭為藩 | 行政院文化建設委員會主任委員 第三任 1993年2月27日－1994年12月14日 | 繼任： 鄭淑敏 |